# Comuna de Banie Mazurskie
Banie Mazurskie (polaco: Gmina Banie Mazurskie) é uma gminy (comuna) na Polónia, na voivodia de Vármia-Masúria e no condado de Gołdapski. A sede do condado é a cidade de Banie Mazurskie.
De acordo com os censos de 2004, a comuna tem 4033 habitantes, com uma densidade 19,7 hab/km².

## Área
Estende-se por uma área de 205,02 km², incluindo:
- área agricola: 58%
- área florestal: 30%

## Demografia
Dados de 30 de Junho 2004:
|                      | Total   | Total | Mulheres | Mulheres | Homens  | Homens |
| -------------------- | ------- | ----- | -------- | -------- | ------- | ------ |
|                      | pessoas | %     | pessoas  | %        | pessoas | %      |
| População            | 4033    | 100   | 2026     | 50,2     | 2007    | 49,8   |
| Densidade (pop./km²) | 19,7    | 100   | 9,9      | 9,9      | 9,8     | 9,8    |

De acordo com dados de 2002, o rendimento médio per capita ascendia a 1599,54 zł.

## Subdivisões
- Banie Mazurskie, Dąbrówka Polska, Grodzisko, Gryżewo, Jagiele, Jagoczany, Kierzki, Lisy, Miczuły, Mieduniszki Małe, Obszarniki, Rogale, Sapałówka, Skaliszkiejmy, Surminy, Ściborki, Wróbel, Zawady, Ziemiany, Żabin.

## Comunas vizinhas
- Budry, Gołdap, Kowale Oleckie, Kruklanki, Comuna de Pozezdrze.